# 蔡中
蔡 中（さい ちゅう）は、中国の通俗歴史小説『三国志演義』に登場する架空の武将。蔡瑁の従弟。一部の書籍では「蔡仲」と表記されることもある。同じく蔡瑁の従弟とされる蔡和との関係は、不明という設定。

## 概要
| 姓名         | 蔡中（または蔡仲）                                            |
| 出身地       | 荊州襄陽郡                                                    |
| 職官         | -                                                             |
| 陣営・所属等 | 劉表→曹操                                                     |
| 家族・一族   | 一族：蔡瑁〔従兄、実在〕 蔡勲〔従兄弟〕 蔡和〔従兄弟?,兄弟?〕 |

劉表配下として登場。後に曹操配下の将となる。蔡瑁の命令で劉備を暗殺すべく襄陽の南門外を固める。建安13年（208年）に従兄の蔡瑁が、赤壁の戦い寸前に曹操に処刑されており、赤壁の戦いではそれが原因として、蔡和と共に孫権勢に偽りの投降をする。しかし当時、大都督であった周瑜は既にこれを見抜き、甘寧に策を授ける。蔡中はこの事を知らずに、甘寧を曹操陣営の裏の烏林の地まで導くが、そこで首を切り落とされてしまうのである。引き立て役としか扱われておらず、ろくな目に遭っていない。
なお、吉川英治の小説『三国志』と横山光輝の漫画『三国志』では、蔡和とともに、蔡瑁の甥として扱われている。『人形劇 三国志』においては唯一登場し、投降する場面が詳細に描かれている。